# Kontakt: Unheimliche Begegnungen
Kontakt: Unheimliche Begegnungen ist eine Doku-Soap über paranormale Phänomene, welche mit Fotos und Originalaufnahmen gezeigt werden.

## Inhalt
In der Sendung präsentieren Augenzeugen ihre Sichtungen von paranormalen Phänomenen. Als Beleg dienen Originalaufnahmen oder Fotos. Die Berichte stammen von Privatpersonen, die auf einer Erkundungstour etwas ungewöhnliches gesehen haben oder von professionellen Geisterjägern, die ihre eindrucksvollsten Erlebnisse zeigen. Die Eindrücke werden von Personen, die sich mit dem Thema intensiv beschäftigen, eingeordnet. Ergänzt wird historisches Wissen über Phänomene oder bestimmte Orte. In jedem Fall wird versucht, die Ereignisse mit natürlichen Ursachen zu erklären.

## Episodenliste
| Nr. (ges.) | Nr. (St.) | Dt. Titel                     | Dt. Premiere  |
| ---------- | --------- | ----------------------------- | ------------- |
| 01         | 01        | Der Skinwalker                | 22. Dez. 2023 |
| 02         | 02        | Das Geister-Gefängnis         | 16. Feb. 2024 |
| 03         | 03        | Signale aus dem Jenseits      | 23. Feb. 2024 |
| 04         | 04        | Die schwarze Frau             | 1. März 2024  |
| 05         | 05        | Der Geisterhund               | 15. März 2024 |
| 06         | 06        | Die Wunderheilung             | 22. März 2024 |
| 07         | 07        | Die Entführung                | 25. Okt. 2024 |
| 08         | 08        | Die Puppe                     | 1. Nov. 2024  |
| 09         | 09        | Die Geister der Vergangenheit | 8. Nov. 2024  |
| 10         | 10        | Der Schatten                  | 15. Nov. 2024 |
| 11         | 11        | Der Fremde im Garten          | 22. Nov. 2024 |
| 12         | 12        | Die Berufung                  | 29. Nov. 2024 |